# 1982 у літературі

## Нагороди
- Нобелівська премія з літератури: Ґабрієль Ґарсія Маркес, «За романи та оповідання, в яких фантазія і реальність, поєднуючись, відображають життя і конфлікти цілого континенту»
- Букерівська премія: Томас Кеніллі, «Ковчег Шиндлера»
- Премія Неб'юла за найкращий роман: Майкл Бішоп, «Немає ворога крім часу»
- Премія Неб'юла за найкращу повість: Джон Кессел, «Інший сирота» (Another Orphan)
- Премія Неб'юла за найкраще оповідання: Конні Вілліс, «Лист від сім'ї Клірі»
- Премія Г'юґо за найкращу повість: Пол Андерсон «Сатурнійські ігри»

## Народились
- 24 березня — Бріндіс Бйоргвінсдоттір, ісландська письменниця та фольклористка.
- 23 вересня народився відомий китайський письменник та популярний блогер Хань Хань.
- ? — Пол-Генрі Кемпбел, німецько-американський автор двомовної поезії та прози англійською та німецькою мовами.

## Померли
- 25 січня — Варлам Тихонович Шаламов, російський письменник і поет (народився в 1907).
- 14 червня — Жан Грива,  латиський радянський письменник.

## Нові книжки
- Роман про людське призначення — роман-епопея Емми Андієвської.
- 2010: Одіссея Два — роман Артура Кларка.
- Темна Вежа I: Шукач — роман Стівена Кінга, що розпочинає серію романів про Темну Вежу.
- Людина, що біжить — роман Стівена Кінга.
- Життя, Всесвіт і все суще — третій роман Дугласа Адамса з серії «автостопом по галактиці».
- Долина коней — другий роман Джін М. Ауел з серії «Діти Землі».